# Аланинаминопептидаза
Аланинаминопептидаза (ААП, КФ 3.4.11.2; аминопептидаза N) — мембранный белок, фермент, относящийся к классу пептидаз, или протеаз. Используется как маркёр почечных повреждений и играет роль в диагностике определённых болезней почек. Другие названия фермента: аминопептидаза M, микросомальная аминопептидаза, миелоидный гликопротеин плазматической мембраны CD13, gp150.

## Тканевая специфичность и функции
Аланинаминопептидаза (ААП) локализована в тонком кишечнике и на мембране почечных микроворсинок, а также на других плазматических мембранах. В тонком кишечнике аланинаминопептидаза участвует в конечном разложении пептидов, образованных при гидролизе белков пищи под действием желудочных и панкреатических протеаз. 
Кроме этого, ААП имеет множество физиологических функций, включая ферментативную регуляцию пептидов, и функции, связанные с клетками злокачественных опухолей, такие как их инвазивность, дифференцировка и апоптоз, подвижность и ангиогенез. Было показано, что ААП может служить вирусным рецептором и участвовать в метаболизме холестерина.
Выступает рецептором для вируса HCoV-229E.

## Каталитическая специфичность
ААП является экзопептидазой и высвобождает N-концевую аминокислоту из пептида, амида или ариламида. Предпочтительнее ААП гидролизует связь у N-концевого аланина и других нейтральных аминокислот, но может гидролизовать пептидную связь практически всех остальных аминокислот, включая пролин, хотя с замедленной скоростью. В случае, когда за гидрофобной аминокислотой X следует пролин, ААП высвобождает дипептид X-Pro. 

## Структура
ААП состоит из 966 аминокислот, молекулярная масса — 109,5 кДа. Включает короткий N-концевой цитоплазматический участок, трансмембранный фрагмент и внеклеточный металлопротеазный фрагмент. Внеклеточный участок включает 4 сульфотирозинов, 1 фосфотреонин и 10 участков N-гликозилирования. Активный центр фермента состоит из акцептора протона (остаток глутаминовой кислоты), трёх аминокислот, связывающих активный цинк и тирозина-стабилизатора промежуточного состояния.

## См.также
- Кластер дифференцировки
- Ферменты пищеварения